# Гран-при Европы
Гран-при Евро́пы (англ. Grand Prix of Europe, нем. Großer Preis von Europa) — один из этапов чемпионата мира по автогонкам в классе Формула-1. С середины 1980-х годов Гран-при впервые появляется в расписании чемпионата мира Формулы-1, но только с 1993 года становится регулярным этапом серии. До Второй мировой войны и в первые годы проведения чемпионатов мира также проводились состязания под названием «Гран-при Европы» — как правило, это был один из национальных Гран-при. Первое такое состязание состоялось в рамках Гран-при Италии 1923 года году на Национальном автодроме Монца в Италии. Победу в том состязании одержал Карло Салмано на автомобиле Fiat 805.

## История

### До Второй мировой войны
Гран-при Европы был учреждён AIACR, предшественником FIA в организации гоночных соревнований. Первая гонка также носила название Гран-при Италии, и была проведена в 1923 году. Затем последовали гонки в рамках Гран-при Франции и Гран-при Бельгии, и после пропуска в 1929 году, гонка в Спа в 1930 году завершила предвоенную историю Гран-при Европы.

### 1947—1977
После второй мировой войны Гран-при Европы возобновился в 1947 году гонкой в рамках Гран-при Бельгии. После этого, отдельные национальные Гран-при получали этот титул, вплоть до Гран-при Великобритании 1977 года (например, самый первый официальный Гран-при Формулы-1 — Гран-при Великобритании 1950 года — носил параллельное название XI European Grand Prix).

### 1983—1985
В сезоне 1983 года было решено организовать этап Формулы-1 в Нью-Йорке. Однако, в последний момент гонка была отменена, и владельцы британской трассы Брэндс-Хэтч предложили организовать зачётный Гран-при Европы, который и прошёл 25 сентября. В 1984 году Брэндс-Хэтч принимал Гран-при Великобритании, и Гран-при Европы был проведён на трассе Нюрбургринг в Германии. В 1985 году был проведён ещё один европейский этап в Брэндс-Хэтч, но в следующем сезоне этап был заменён на Гран-при Венгрии.

### С 1993 года
Идея европейского этапа была возрождена в 1993 году, после провала идеи с организацией Гран-при Азии (в дальнейшем эта идея реализуется в Гран-при Тихого Океана) и исключением из календаря Гран-при Мексики. После этого, Гран-при Европы проводился ежегодно, за исключением сезона 1998 года. Проведению некоторых из этих Гран-при способствовали проблемы организаторов других этапов первенства. В 1994 году запланированный на осень Гран-при Аргентины был перенесён на следующий год, вместо него должен был состояться Гран-при ЮАР, но состоялся Гран-при Европы на трассе в Хересе. В 1997 году Гран-при Европы первоначально не был запланирован (гонка на его постоянной трассе в Нюрбургринге из-за европейского табачного законодательства два года именовалась Гран-при Люксембурга), но по причине неготовности после реконструкции трассы в Эшториле завершающий этап также был перенесён в Херес и назван Гран-при Европы. С 2008 по 2012 год Гран-при Европы проводился в Валенсии, Испания. В 2016 году Гран-при Европы принимал азербайджанский Баку.

## Победители Гран-при Европы

### Пилоты
Две и более победы в гонках, входивших в зачёт чемпионата мира Формулы-1
| Победы | Пилот             | Гран-при                           |
| ------ | ----------------- | ---------------------------------- |
| 6      | Михаэль Шумахер   | 1994, 1995, 2000, 2001, 2004, 2006 |
| 3      | Фернандо Алонсо   | 2005, 2007, 2012                   |
| 2      | Рубенс Баррикелло | 2002, 2009                         |
| 2      | Себастьян Феттель | 2010, 2011                         |

### Команды
| Победы | Команда  | Последняя победа |
| ------ | -------- | ---------------- |
| 7      | Ferrari  | 2012             |
| 4      | McLaren  | 2007             |
| 3      | Williams | 2003             |
| 2      | Benetton | 1995             |
| 2      | Red Bull | 2011             |

### По годам

#### Довоенные Гран-при
| Год  | Пилот            | Автомобиль    | Трасса  | Национальный Гран-при |
| ---- | ---------------- | ------------- | ------- | --------------------- |
| 1923 | Карло Салмано    | Fiat 805      | Монца   | Гран-при Италии       |
| 1924 | Джузеппе Кампари | Alfa Romeo P2 | Лион    | Гран-при Франции      |
| 1925 | Антонио Аскари   | Alfa Romeo P2 | Спа     | Гран-при Бельгии      |
| 1926 | Жюль Гу          | Bugatti Т39А  | Ласарте |                       |
| 1927 | Робер Бенуа      | Delage 15-S8  | Монца   | Гран-при Италии       |
| 1928 | Луи Широн        | Bugatti Т35С  | Монца   | Гран-при Италии       |
| 1930 | Луи Широн        | Bugatti Т35С  | Спа     | Гран-при Бельгии      |
| 1947 | Жан-Пьер Вимилль | Alfa Romeo    | Спа     | Гран-при Бельгии      |

#### Входившие в чемпионат мира Формулы-1
| Год       | #             | Пилот             | Конструктор      | Трасса         | Отчёт         |
| --------- | ------------- | ----------------- | ---------------- | -------------- | ------------- |
| 1983      | 1             | Нельсон Пике      | Brabham-BMW      | Брэндс-Хэтч    | Отчёт         |
| 1984      | 2             | Ален Прост        | McLaren- TAG     | Нюрбургринг    | Отчёт         |
| 1985      | 3             | Найджел Мэнселл   | Williams-Honda   | Брэндс-Хэтч    | Отчёт         |
| 1986—1992 | Не проводился | Не проводился     | Не проводился    | Не проводился  | Не проводился |
| 1993      | 4             | Айртон Сенна      | McLaren-Ford     | Донингтон-Парк | Отчёт         |
| 1994      | 5             | Михаэль Шумахер   | Benetton-Ford    | Херес          | Отчёт         |
| 1995      | 6             | Михаэль Шумахер   | Benetton-Renault | Нюрбургринг    | Отчёт         |
| 1996      | 7             | Жак Вильнёв       | Williams-Renault | Нюрбургринг    | Отчёт         |
| 1997      | 8             | Мика Хаккинен     | McLaren-Mercedes | Херес          | Отчёт         |
| 1998      | Не проводился | Не проводился     | Не проводился    | Не проводился  | Не проводился |
| 1999      | 9             | Джонни Херберт    | Stewart-Ford     | Нюрбургринг    | Отчёт         |
| 2000      | 10            | Михаэль Шумахер   | Ferrari          | Нюрбургринг    | Отчёт         |
| 2001      | 11            | Михаэль Шумахер   | Ferrari          | Нюрбургринг    | Отчёт         |
| 2002      | 12            | Рубенс Баррикелло | Ferrari          | Нюрбургринг    | Отчёт         |
| 2003      | 13            | Ральф Шумахер     | Williams-BMW     | Нюрбургринг    | Отчёт         |
| 2004      | 14            | Михаэль Шумахер   | Ferrari          | Нюрбургринг    | Отчёт         |
| 2005      | 15            | Фернандо Алонсо   | Renault          | Нюрбургринг    | Отчёт         |
| 2006      | 16            | Михаэль Шумахер   | Ferrari          | Нюрбургринг    | Отчёт         |
| 2007      | 17            | Фернандо Алонсо   | McLaren-Mercedes | Нюрбургринг    | Отчёт         |
| 2008      | 18            | Фелипе Масса      | Ferrari          | Валенсия       | Отчёт         |
| 2009      | 19            | Рубенс Баррикелло | Brawn-Mercedes   | Валенсия       | Отчёт         |
| 2010      | 20            | Себастьян Феттель | Red Bull-Renault | Валенсия       | Отчёт         |
| 2011      | 21            | Себастьян Феттель | Red Bull-Renault | Валенсия       | Отчёт         |
| 2012      | 22            | Фернандо Алонсо   | Ferrari          | Валенсия       | Отчёт         |
| 2013—2015 | Не проводился | Не проводился     | Не проводился    | Не проводился  | Не проводился |
| 2016      | 23            | Нико Росберг      | Mercedes         | Баку           | Отчёт         |

## Трассы проведения Гран-при
Указаны только трассы гонок, входивших в чемпионат мира Формулы-1
| Трасса      | Страна         | Проведено Гран-при | Первый Гран-при | Последний Гран-при | Схема                   |
| ----------- | -------------- | ------------------ | --------------- | ------------------ | ----------------------- |
| Нюрбургринг | Германия       | 12                 | 1984            | 2007               | Нюрбургринг             |
| Валенсия    | Испания        | 5                  | 2008            | 2012               | Валенсия                |
| Брэндс-Хэтч | Великобритания | 2                  | 1983            | 1985               | Брэндс-Хэтч             |
| Херес       | Испания        | 2                  | 1994            | 1997               | Херес                   |
| Донингтон   | Великобритания | 1                  | 1993            | 1993               | Донингтон               |
| Баку        | Азербайджан    | 1                  | 2016            | 2016               | Баку (городская трасса) |

## Рекорды
Все данные приведены после Гран-при Европы 2008 года
| Показатель    | # | Пилот                         | Количество | Конструктор      | Количество |
| ------------- | - | ----------------------------- | ---------- | ---------------- | ---------- |
| Поулы         | 1 | Михаэль Шумахер               | 3          | Williams         | 6          |
| Поулы         | 2 | Дэвид Култхард Кими Райкконен | 2          | Ferrari          | 3          |
| Поулы         | 3 | Дэвид Култхард Кими Райкконен | 2          | Lotus McLaren    | 2          |
| Быстрые круги | 1 | Михаэль Шумахер               | 6          | Ferrari          | 6          |
| Быстрые круги | 2 | 12 пилотов                    | 1          | McLaren Williams | 2          |